# Warren Village (Couva-Tabaquite-Talparo)
Warren Village es una villa de Trinidad y Tobago, que forma parte de la región de Couva-Tabaquite-Talparo.

## Geografía
La villa abarca parte de la isla Trinidad y limita al norte con Waterloo y Butler Village, al sur con Orange Valley y Mc Bean, al este con Carapichaima y al oeste con Orange Valley.

## Demografía
Datos demográficos de la villa de Warren Village:
| Gráfica de evolución demográfica de Warren Village entre 2000 y 2011 |
|                                                                      |